# 千里中央站
千里中央站（日语：／ Senri-chūō eki */?）位於日本大阪府豐中市新千里東町一丁目、千里新城境內，是北大阪急行電鐵南北線（與大阪地下鐵御堂筋線直通運行）和大阪高速鐵道大阪單軌電車線的轉乘站，同時亦為兩線上使用旅客人次最多的車站。本站於1970年啟用之初為北大阪急行電鐵的地面臨時站，同年內即遷入正式的地下站體營運，單軌電車的高架站體則於1990年開通。2014年起，計畫從本站將北大阪急行電鐵進一步北延至箕面市的大阪政府及相關鐵道業者簽了協議書，預定使工程於2023年完工。

## 停靠路線
- 北大阪急行電鐵
  - 南北線 - 車站編號為M08
- 大阪高速鐵道
  - 大阪單軌電車線 - 車站編號為15

此站可無需轉乘直達大阪機場站（大阪國際機場）、新大阪站（新幹線）、北（梅田）、船場（淀屋橋、本町）、南（心齋橋、難波）、新世界、天王寺、阿倍野等地區，交通非常方便。前往大阪機場站與新大阪站所要時間都在15分鐘以內。

## 歷史
千里中央站的建立背景是為了1970年大阪萬國博覽會而興建的北大阪急行電鐵。這條別稱「萬國博急行」的列車路線可直通大阪地下鐵御堂筋線，從江坂站向北通至千里新城，再轉往東方、抵達博覽會場外的終點站——萬國博中央口站，兩站之間暫設有千里中央站的臨時站體，位於千里西橋附近:p82，為地面車站，位處大阪中央環狀線雙向車道正中間（後改為中國自動車道路廊），擁有2座側式月台:p63。
1968年7月16日，北大阪急行電鐵的動工儀式在本站旁的千里新城中央地區中心（千里中央地区センター）揭幕，時任大阪府知事左藤義詮、大阪市市長中馬馨等300人出席了典禮。1970年2月24日，千里中央站臨時站體隨著江坂站－萬國博中央口站路段的通車而投入營運，直至同年9月13日萬國博覽會閉幕為止。新的地下站體（1座島式月台）則於翌日的9月14日開放使用，並成為北大阪急行電鐵的新終點站:p91。
1980年大阪高速鐵道公司設立後，開始著手規畫行經千里中央站的高架單軌路線，1982年，千里中央站－南茨木站段的單軌事業計畫和施工得到批准，遂於同年開工，並在1990年6月1日通車，使本站成為當時的單軌西端終點站。1994年9月30日起，大阪單軌從本站向西通往柴原站的區段也展開運作。
2014年3月31日，大阪府廳、北大阪急行電鐵、阪急電鐵和箕面市等有關四方，為了強化大阪南北軸線發展、疏解國道423號（新御堂筋）的交通堵塞問題及改善大阪北部的公共交通便利程度:p34，而共同締結了「關於北大阪急行線延伸的基本協議」（北大阪急行線の延伸に関する基本合意），決定將終止於千里中央站的北大阪急行電鐵路線往北延長2.5公里至箕面萱野站，預計耗資650億日圓，在2023年竣工:p35。

## 車站構造
千里中央站分為兩個站體，分別是北大阪急行電鐵的地下車站，和大阪單軌電車的高架車站，兩者之間由地上2樓的天橋連接起來，需出站轉乘。

### 北大阪急行電鐵
島式月台1面2線的地底車站。此站有站長駐守。月台位於切割出的地塹，閘口層則挑高至天井，閘口設於月台之上。樓梯之間設有飲食店等。月台內設有廁所。由首班列車至早上6時為止的早上時間帶北閘口與南閘口皆封閉，需要使用中央閘口。
往大阪單軌電車的轉乘位置靠近南閘口一方，南閘口前（地下1樓）至1樓之間不設扶手電梯和升降機，攜帶大型行李時需要使用中央閘口，透過扶手電梯和升降機才可到達地上2樓。然而，使用輪椅與嬰兒車則可在月台層至閘口之間使用只設於南閘口的升降機，閘口層（地下1樓）往上需要使用中央閘口旁邊的升降機，移動距離較長，比較不便。
此站獲選定為第2次近畿車站百選。

#### 月台配置
| 月台 | 路線    | 目的地                                                             |
| ---- | ------- | ------------------------------------------------------------------ |
| 1    | □南北線 | 江坂、大阪市內（新大阪、梅田、難波、天王寺、我孫子、中百舌鳥）方向 |
| 2    | □南北線 | 箕面萱野方向                                                       |

### 大阪高速鐵道
島式月台1面2線的高架車站。閘口旁設有定期券售票處。閘口前曾設有直營便利店「生活彩家 單軌」，現在改為7-11便利店。
另外，閘內曾有「單軌畫廊」，不乘搭列車只觀看「單軌畫廊」展品時，可向車站職員申請免費進入閘內。
車站西側設有渡線。2005年秋時刻表改正以後不再有以此站為始發、終到的定期列車，2007年春時刻表改正起只限彩都線直通列車使用此站的渡線折返。另外，休假季節開行的臨時列車設定為此站－門真市站間與此站－彩都西站間運行，也使用此站的渡線。2014年3月時刻表改正，只限平日此站始發往門真市1班列車，作為定期班次設定在2017年時刻表改正後平日的定期班次已經廢除。另一方面，假日時刻表，16時台至18時台曾有8班此站始發往門真市班次。
2019年3月21日起，此站成為大阪高速鐵道車站首個設置月台閘門的車站。同時此站的自動廣播亦有改動。

#### 月台配置
| 月台 | 路線              | 目的地                                   |
| ---- | ----------------- | ---------------------------------------- |
| 1    | ■大阪單軌電車本線 | 萬博紀念公園、南茨木、門真市、彩都西方向 |
| 2    | ■大阪單軌電車本線 | 柴原阪大前、螢池、大阪機場方向           |

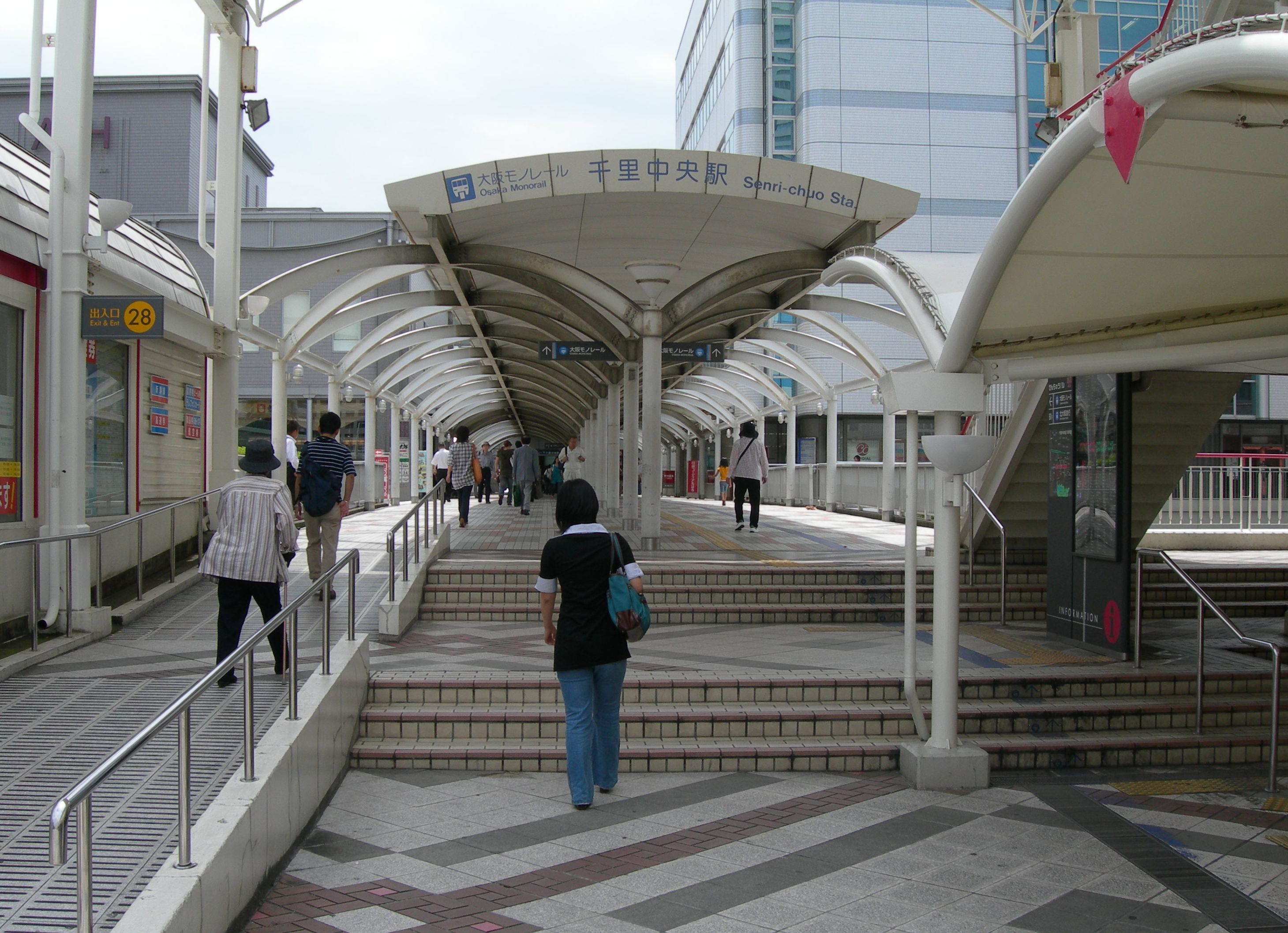
車站入口（2009年8月27日）

| 3樓      | 1號月台                          | 大阪單軌電車 往門真市方向（山田站） →                                                         |
| 3樓      | 島式月台，右側開門               |                                                                                               |
| 3樓      | 2號月台                          | ← 大阪單軌電車 往大阪機場方向（少路站）                                                       |
| 2樓      | 大廳層                           | 檢票口、公共廁所（付費區內）、定期票販賣所、自動提款機 單軌美術館、單軌文庫（閱覽書架）       |
| 2樓      | 大廳層                           | 高架站－地下站聯絡通道                                                                        |
| 1樓      | 出入口                           | 巴士、計程車招呼站                                                                            |
| 地下 1樓 | 大廳層                           | 北檢票口、中央北檢票口、中央南檢票口、南檢票口 站長室、售票處、商店、自動提款機、投幣式置物櫃 |
| 地下 1樓 | 大廳層                           | 聯絡通道往千里大丸廣場、千里阪急百貨                                                          |
| 地下 2樓 | 1號月台                          | 北大阪急行南北線 往江坂方向（桃山台） →                                                       |
| 地下 2樓 | 島式月台，右側開門，附設公共廁所 |                                                                                               |
| 地下 2樓 | 2號月台                          | ← 北大阪急行南北線 往箕面萱野方向（箕面船場阪大前）                                           |

## 利用狀況
- 北大阪急行 - 2019年度特定日的1日上下車人次為91,157人（上車人次：46,413人，下車人次：44,744人）[8]。北大阪急行電鐵的車站當中最多。
- 大阪高速鐵道 - 2019年度1日平均上下車人次為42,970人。大阪高速鐵道車站當中最多[9]。

二間公司合計上下車人次超過11萬人，此為豐中市內最多。
根據「大阪府統計年鑑」，各年度1日上車、上下車人次如下表。
| 年度               | 北大阪急行電鐵 | 北大阪急行電鐵 | 北大阪急行電鐵 | 大阪高速鐵道 | 大阪高速鐵道 | 來源   |
| 年度               | 特定日         | 特定日         | 特定日         | 1日平均      | 1日平均      | 來源   |
| 年度               | 調查日         | 上下車人次     | 上車人次       | 上下車人次   | 上車人次     | 來源   |
| ------------------ | -------------- | -------------- | -------------- | ------------ | ------------ | ------ |
| 1990年（平成02年） |                | 86,792         | 44,874         | 未開業       | 未開業       | [ 10 ] |
| 1991年（平成03年） | -              | -              | -              | 10,940       | 5,335        | [ 11 ] |
| 1992年（平成04年） |                | 102,533        | 52,533         | 14,375       | 7,080        | [ 12 ] |
| 1993年（平成05年） |                | 105,125        | 53,505         | 15,271       | 7,514        | [ 13 ] |
| 1994年（平成06年） |                | 102,682        | 52,287         | 15,889       | 7,772        | [ 14 ] |
| 1995年（平成07年） |                | 94,915         | 48,179         | 18,602       | 9,020        | [ 15 ] |
| 1996年（平成08年） |                | 102,032        | 52,337         | 19,423       | 9,441        | [ 16 ] |
| 1997年（平成09年） | 11月11日       | 102,032        | 52,337         | 27,222       | 13,351       | [ 17 ] |
| 1998年（平成10年） | 11月10日       | 97,589         | 50,328         | 27,981       | 13,735       | [ 18 ] |
| 1999年（平成11年） | 11月09日       | 95,511         | 48,875         | 27,881       | 13,708       | [ 19 ] |
| 2000年（平成12年） | 11月07日       | 96,310         | 49,266         | 28,301       | 14,120       | [ 20 ] |
| 2001年（平成13年） | 11月13日       | 92,977         | 47,429         | 27,230       | 13,652       | [ 21 ] |
| 2002年（平成14年） | 11月12日       | 90,454         | 46,144         | 27,951       | 14,092       | [ 22 ] |
| 2003年（平成15年） | 11月11日       | 86,554         | 44,312         | 27,622       | 13,890       | [ 23 ] |
| 2004年（平成16年） | 11月09日       | 87,855         | 44,888         | 27,821       | 13,910       | [ 24 ] |
| 2005年（平成17年） | 11月08日       | 88,040         | 44,944         | 29,077       | 14,622       | [ 25 ] |
| 2006年（平成18年） | 11月07日       | 88,333         | 45,256         | 29,880       | 14,959       | [ 26 ] |
| 2007年（平成19年） | 11月13日       | 88,051         | 45,189         | 31,673       | 15,969       | [ 27 ] |
| 2008年（平成20年） | 11月11日       | 89,416         | 45,566         | 32,573       | 16,378       | [ 28 ] |
| 2009年（平成21年） | 11月10日       | 85,988         | 43,830         | 32,335       | 16,213       | [ 29 ] |
| 2010年（平成22年） | 11月09日       | 85,403         | 43,372         | 32,715       | 16,386       | [ 30 ] |
| 2011年（平成23年） | 11月08日       | 86,677         | 44,104         | 32,860       | 16,441       | [ 31 ] |
| 2012年（平成24年） | 11月13日       | 87,834         | 44,725         | 33,891       | 16,959       | [ 32 ] |
| 2013年（平成25年） | 11月12日       | 91,240         | 46,274         | 34,821       | 17,297       | [ 33 ] |
| 2014年（平成26年） | 11月11日       | 89,987         | 45,727         | 36,132       | 17,933       | [ 34 ] |
| 2015年（平成27年） | 11月10日       | 90,866         | 47,074         | 38,553       | 19,028       | [ 35 ] |
| 2016年（平成28年） | 11月08日       | 90,734         | 46,216         | 42,773       | 21,116       | [ 36 ] |
| 2017年（平成29年） | 11月14日       | 89,895         | 45,832         | 41,674       | 20,539       | [ 37 ] |
| 2018年（平成30年） | 11月13日       | 91,536         | 46,624         | 41,817       | 20,643       | [ 38 ] |
| 2019年（令和元年） | 11月12日       | 91,157         | 46,413         | 42,970       | 21,186       | [ 39 ] |

## 相鄰車站
北大阪急行電鐵
 北大阪急行南北線 
箕面船場阪大前（M07）－千里中央（M08）－桃山台（M09）
- 1970年會場線開通時曾設有萬國博中央口站。

大阪高速鐵道
■大阪單軌電車線（本線）
少路（14）－千里中央（15）－山田（16）

## 外部連結
- 大阪單軌電車（千里中央站）（页面存档备份，存于）
- 北大阪急行電鐵株式會社・千里中央站（页面存档备份，存于）